# 月经失调
月经失调，又称月经不调，指月经周期或出血量的异常。
- 排卵异常，包括排卵过少、排卵停止。
- 周期异常，包括月经不规则、月经过稀、闭经。
- 出血量异常，包括月经量少、月经量多。